# أنطون أندرسون
أنطون أندرسون (بالإنجليزية: Anton Anderson)‏ هو مهندس وسياسي أمريكي، ولد في 1892، وتوفي في 1960.